# Онуфриенко, Сергей Борисович
Сергей Борисович Онуфриенко (укр. Сергій Борисович Онуфрієнко; род. 31 января 1985, Запорожье) — украинский гандболист, мастер спорта. 
С 2019 — игрок клуба «Шартр Метрополь».
Ранее выступал за «ZTR», «Мотор» (оба — Запорожье, Украина), «Динамо» (Минск, Беларусь), «Аль-Садд» (Доха, Катар), «Пари Сен-Жермен», «Пей д’Экс» (оба — Франция).
7-кратный чемпион Украины в составе «ZTR» (2004, 2005, 2007—2009) и в составе клуба «Мотор» (2014, 2015); лучший гандболист Украины (2015). Чемпион Катара (2009), чемпион Беларуси (2010—2013) и Франции (2016).

## Биография
Клубная
Воспитанник СДЮШОР-ЗТР (первый тренер — Леонид Левченко). Выступал за физкультурно-спортивное общество «Спартак». Играл за украинский клуб «ZTR», позже за катарский клуб «Аль-Садд» (Доха). В 2009 году перешёл из «ZTR» в клуб «Динамо» (Минск), где играл на протяжении 4 сезонов. В 2013 году вернулся на Украину, где играл за «Мотор» (Запорожье). По итогам сезона 2014/15 стал лучшим гандболистом чемпионата Украины.
В 2015 году заключил контракт на один сезон с клубом «Пари Сен-Жермен», где выступал на позиции правого полусреднего (левша). Сергей стал чемпионом Франции в составе ПСЖ, который за пять туров до окончания чемпионата оказался недосягаемым для своих ближайших преследователей после домашней победы над «Тулузой» — 37:30. В этом поединке Сергей был одним из лучших, записав на свой счёт 7 голов. Сыграл в «Финале четырёх» Лиги чемпионов. Был отмечен как лучший игрок «ПСЖ» в апреле 2016.
В 2015 году заключил контракт с клубом «Пей д’Экс» на два года с опционом на продолжение ещё на год. В сезоне 2016\2017 команда заняла 8 место в высшей лиге страны. В 2018 году был приглашён на матч «Всех звёзд» чемпионата Франции. В 2019 году стал выступать за клуб «Шартр Метрополь».
Международная
Выступал за сборную Украины. В составе национальной сборной участвовал в Евро-2010. С 2015 года не выступал за сборную, но в декабре 2017 было объявлено о включении Онуфриенко в состав сборной Украины.

## Личная жизнь
Сергей является старшим их трёх сыновей в семье. Сергей женат, есть два сына Александр и Марк. Кумом Сергея является гандболист Артём Звездов.
Обучался в Запорожском национальном университете на факультете физического воспитания.

## Титулы
- Чемпион Украины: 2004, 2005, 2007, 2008, 2009, 2014, 2015
- Чемпион Катара: 2009
- Лучший гандболист Украины: 2015
- Чемпион Беларуси: 2010, 2011, 2012, 2013
- Чемпион Франции: 2016
- Чемпион Франции в первом дивизионе: 2019[13]

## Статистика
Статистика Сергея Онуфриенко в сезоне 2020/21 указана на 29.10.2020:
| Сезон   | Клуб            | Лига           | Матчи | Голы | 7-метровые | Голы и 7-метровые |
| ------- | --------------- | -------------- | ----- | ---- | ---------- | ----------------- |
| 2020/21 | Шартр Метрополь | LNH division 1 | 5     | 14   | 0          | 14                |
| 2019/20 | Шартр Метрополь | LNH division 1 | 2     | 1    | 0          | 1                 |
| 2017/18 | Пей д’Экс       | LNH division 1 | 26    | 63   | 0          | 63                |
| 2016/17 | Пей д’Экс       | LNH division 1 | 21    | 93   | 0          | 93                |
| 2015/16 | Пари Сен-Жермен | LNH division 1 | 26    | 84   | 6          | 90                |
| с 2015  | Итого           | LNH division 1 | 80    | 255  | 6          | 261               |